# Walerij Sokolenko
Walerij Sokolenko (* 21. Juni 1982 in Tschernihiw) ist ein ehemaliger ukrainischer Fußballspieler, der zuletzt beim ukrainischen Fußballverein Tschornomorez Odessa unter Vertrag stand. Sokolenko war ein Abwehrspieler, der hauptsächlich auf der linken Seite einsetzbar war. 

## Karriere
Sokolenko begann seine Profifußballerkarriere in Borysfen. Dort spielte er aber nur ein Jahr von 2003 bis 2004. Danach wechselte er zu Energetik, aber auch dort war er nicht lange unter Vertrag (Juli 2004 bis Dezember 2005). Weitere Stationen waren Górnik Łęczna (Januar 2006 bis Juni 2008), Tschernihiw (Juni 2008 bis Dezember 2008) und Polonia Bytom (Januar 2009 bis Juni 2009).
Zwischen Juli 2009 und Februar 2011 stand er bei Energie Cottbus unter Vertrag. Seinen ersten Pflichtspieleinsatz beim FC Energie Cottbus hatte er am 9. August 2009 gegen den FC Augsburg, als er kurz vor Spielschluss eingewechselt wurde. Sein erstes Pflichtspiel von Anfang an absolviert er am 25. September 2009 gegen den FSV Frankfurt. Bei seinem zweiten Ligaeinsatz gelang ihm auch sein erstes Tor in der 2. Fußball-Bundesliga.
Im Februar 2011 wechselte Sokolenko zum FK Tschornomorez Odessa in die ukrainische Perscha Liha.